# Accident (filme)
Accident é um filme britânico de 1967, do gênero drama dirigido por Joseph Losey.
O roteiro é baseado em romance de Nicholas Mosley e foi escrito por Harold Pinter.

## Sinopse
Professor de Oxford se apaixona por uma estudante.

## Elenco<
- Dirk Bogarde
- Stanley Baker
- Jacqueline Sassard
- Delphine Seyrig
- Alexander Knox
- Michael York
- Vivien Merchant
- Harold Pinter

## Principais prêmios e indicações
Globo de Ouro 1968 (EUA)
- Indicado a categoria de melhor filme estrangeiro.

BAFTA (Reino Unido)
- Indicado nas categorias de melhor filme britânico, melhor ator britânico (Dirk Bogarde), melhor roteiro britânicio e melhor direção de arte britânica.

Festival de Cannes (França)
- Recebeu o Grande Prêmio do Júri e foi indicado à Palma de Ouro (melhor filme).